# Altamiratroepiaal
De Altamiratroepiaal (Icterus gularis) is een zangvogel uit de familie Icteridae (troepialen).

## Verspreiding en leefgebied
Deze soort komt voor van zuidelijk Texas tot Honduras en telt 6 ondersoorten:
- Icterus gularis tamaulipensis: van zuidelijk Texas tot oostelijk Mexico.
- Icterus gularis yucatanensis: zuidoostelijk Mexico en noordelijk Belize.
- Icterus gularis flavescens: Guerrero (zuidwestelijk Mexico).
- Icterus gularis gularis: van Oaxaca (zuidwestelijk Mexico) tot El Salvador.
- Icterus gularis troglodytes: van zuidelijk Mexico tot westelijk Guatemala.
- Icterus gularis gigas: zuidelijk Guatemala en Honduras.